# 李乙容
李 乙容（イ・ウリョン、이을용、1975年10月12日 - ）は、大韓民国出身の元サッカー選手、サッカー指導者。ポジションはミッドフィルダー。
サッカー選手の李太錫は息子。

## 経歴
1996年に尚武FCでプロサッカーのキャリアを開始すると、兵役を終えた1998年に済州ユナイテッドFCに移籍した。2002 FIFAワールドカップでは大会を通して1ゴール2アシストを挙げる活躍を見せ、チームの大会ベスト4に貢献する。大会後にトルコリーグ一部スュペル・リグのトラブゾンスポルに当時の韓国人選手としては最高額となる160万ドルの買取オプション(結果的に適用されず)付きで期限付き移籍した。
2003年に韓国代表として中国代表チームとの試合に出場したが、中国のストライカー李毅(サッカー選手)に自身の足を蹴られたとして報復に相手の後頭部を手ではたいたことが乱闘のきっかけとなり、レッドカードを提示され、退場処分を受けた。この際に撮影された、仁王立ちしたまま相手選手を見下ろすシーンは韓国でネットミームになった(乙容打)。
2006 FIFAワールドカップでは韓国代表のボランチとしてプレー。豊富な運動量を武器に、地味ながらも堅実に仕事をする。2002 FIFAワールドカップでも4試合に出場し、3位決定戦のトルコ戦ではFKも決めている。
2009年からは、自身の出身地である江原道に新設された江原FCでプレーし、2011年で現役を引退した。引退後は江原FCのコーチや清州大学校サッカー部の監督などを歴任した。2017年からFCソウルのコーチとなり、2018年はシーズン途中の4月に成績不振で黄善洪監督が辞任したことで監督に昇格したが、下位から脱出できず同年10月に辞任した。

## 所属クラブ
- 尚武FC（韓国） 1996-1997
- 済州ユナイテッドFC（韓国） 1998-2003
- → トラブゾンスポル・クラブ（トルコ） 2002-2003
- FCソウル（韓国） 2003-2004
- トラブゾンスポル・クラブ（トルコ） 2004-2006
- FCソウル（韓国） 2006-2008
- 江原FC（韓国）2009-2011

## 代表歴

### 出場大会
- 韓国代表
  - 2002 FIFAワールドカップ
  - 2006 FIFAワールドカップ

### 試合数
- 国際Aマッチ 51試合 3得点（1999年-2006年）[4]

| 韓国代表 | 国際Aマッチ | 国際Aマッチ |
| 年       | 出場        | 得点        |
| -------- | ----------- | ----------- |
| 1999     | 1           | 0           |
| 2000     | 1           | 0           |
| 2001     | 7           | 0           |
| 2002     | 16          | 1           |
| 2003     | 12          | 1           |
| 2004     | 6           | 0           |
| 2005     | 1           | 0           |
| 2006     | 7           | 1           |
| 通算     | 51          | 3           |